# Jerzy Kostrowicki

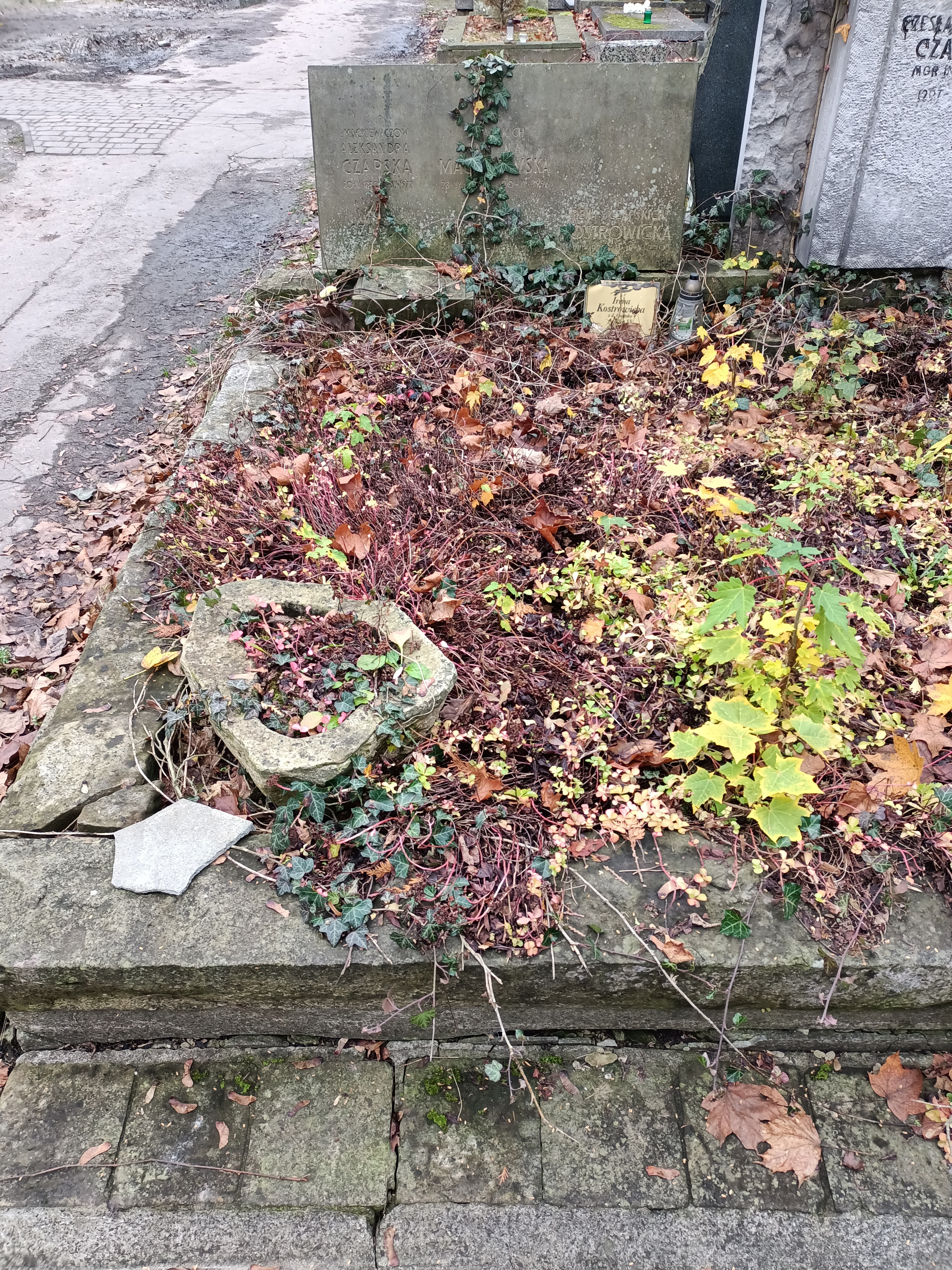
Grób Jerzego Kostrowickiego na cmentarzu Powązkowskim

Jerzy Samuel Kostrowicki (ur. 27 stycznia 1918 w Kościeniewie (powiat lidzki), zm. 11 lipca 2002 w Warszawie) – polski geograf i ekonomista.

## Życiorys
W 1936 roku ukończył Gimnazjum im. Adama Mickiewicza w Wilnie. Studia ekonomiczne odbył przed 1939 (Szkoła Główna Handlowa w Warszawie), a geograficzne po 1945 (Uniwersytet Warszawski). W 1951 doktoryzował się na Uniwersytecie Warszawskim. Pracował w Biurze Odbudowy Stolicy, następnie w Głównym Urzędzie Planowania Przestrzennego oraz w Państwowej Komisji Planowania Gospodarczego. W latach 1949–1954 był adiunktem i zastępcą profesora w Szkole Głównej Handlowej w Warszawie. Następnie zatrudniony był w Instytucie Geografii PAN, a w 1978 został tam dyrektorem Zakładu Geografii Rolnictwa. Od 1954 był profesorem Instytutu Geografii i Przestrzennego Zagospodarowania PAN. W 1976 wybrano go na wiceprezydenta Międzynarodowej Unii Geograficznej (piastował to stanowisko do 1980). Wykładał w USA i Kanadzie. Był członkiem honorowym towarzystw geograficznych: serbskiego, chorwackiego, brytyjskiego, jak również doktorem honoris causa Uniwersytetu w Aix-en-Provence. Członek korespondent ( od 1973), członek rzeczywisty PAN (od 1983).
Był (od 1945) mężem Ireny z Czapskich Kostrowickiej. W tym małżeństwie w 1960 urodziła się córka Anna. Spoczął na Starych Powązkach w Warszawie (kwatera 153-2-1/2).

## Zainteresowania
Do głównych zainteresowań należało:
- planowanie i zagospodarowanie przestrzenne,
- użytkowanie ziemi i typologia rolnictwa,
- kształtowanie środowiska[3],
- aktywizacja gospodarcza regionów słabo rozwiniętych[1].

## Ważniejsze publikacje
- Środowisko geograficzne Polski (1968),
- Polska. Przyroda – osadnictwo – architektura (1972),
- Polish Agriculture. Characteristics, Types and Regions (1972),
- Zarys geografii rolnictwa (1973),
- Przemiany struktury przestrzennej rolnictwa Polski 1950–1970 (1978)[1].